# Ramón Sanromán
Ramón Sanromán Roade (Vigo, España, 4 de octubre de 1952) es un exfutbolista español que se desempeñaba como delantero.

## Clubes
| Club                | País   | Año       |
| ------------------- | ------ | --------- |
| R. C. Celta de Vigo | España | 1971-1980 |
| S.D. Compostela     | España | 1980-1981 |
| C.D. Ourense        | España | 1981-1984 |